# Maria Perpétua
Maria Perpétua Calafate de Souza (Portugal, 1790 - Illa de São Sebastião, 1817) va ser una presumpta bruixa luso-brasilera.

Esbós retratant Maria Perpètua, 1815.

Maria Perpétua era una immigrant portuguesa que es va mudar al Brasil, anant a viure a l'illa de Sant Sebastià, actual Ilhabela, al litoral nord de l'estat de São Paulo.
Perpètua, com era més coneguda, era famosa per les seves presumptes connexions amb el diable. Al voltant de 1812, va tenir un disputa amb Joana, una de les esclaves del capità Domingos - el comerciant d'esclaus més important de la regió - i va jurar venjar-se. Alguns dies després, Joana va emmalaltir i, al poc, va finar. El capità Domingos, junt amb altres habitants de l'illa, van donar part al sacerdot del poble, acusant la Perpétua de bruixaria i fetilleria i d'haver fet un sortilegi per matar l'esclava.
Els fets van ser duts al governador de la capitania de São Paulo i a la seva casa va ser registrada per les autoritats. A més de diversos instruments de màgia, va ser trobada una orella humana dessecada.
Perpètua no va arribar a ser jutjada, ja que va ser assassinada, apunyalada pel marit el dia 23 d'octubre de 1817, als 27 anys d'edat.